# Гигант (Тульская область)
Гигант — посёлок в Ясногорском районе Тульской области России. 
В рамках административно-территориального устройства относится к Боровковской сельской территории Ясногорского района, в рамках организации местного самоуправления включается в Ревякинское сельское поселение.

## География
Расположен в 29 км к северо-востоку от Тулы и в 7 км к юго-востоку от райцентра, города Ясногорска.

## Население
| 2002 | 2010 |
| ---- | ---- |
| 319  | ↘309 |

Население — 309 чел. (2010).